# We Were Strangers
We Were Strangers is een Amerikaanse avonturenfilm uit 1949 onder regie van John Huston. Het scenario is gebaseerd op de roman Rough Sketch (1948) van de Amerikaanse auteur Robert Sylvester.

## Verhaal
Een groep Cubaanse revolutionairen strijdt in 1933 tegen het regime van generaal Gerardo Machado. Sinds haar broer werd vermoord door de autoriteiten, heeft ook China Valdés zich bij hen aangesloten. Met de revolutionairen smeedt ze een complot tegen een Cubaanse officier. Valdés leert intussen de Amerikaan Anthony Fenner kennen.

## Rolverdeling
| Acteur           | Personage          |
| ---------------- | ------------------ |
| Jennifer Jones   | China Valdés       |
| John Garfield    | Anthony L. Fenner  |
| Pedro Armendáriz | Armando Ariete     |
| Gilbert Roland   | Guillermo Montilla |
| Ramón Novarro    | Chef               |
| Wally Cassell    | Miguel             |
| David Bond       | Ramón Sánchez      |
| José Pérez       | Toto               |
| Morris Ankrum    | Mijnheer Seymour   |